# Мохаммед Хуссейн
Мохаммед Хуссейн — южнойеменский футболист.

## Карьера
Подробности его биографии неизвестны. В ноябре 1989 года Мохаммед Хуссейн был вызван в сборную Южного Йемена для участия в Кубке мира и дружбы в Кувейте. На турнире он сыграл в двух матчах группового этапа, отметился дублем в игре со сборной Ирака (2:6) и забил победный гол в игре против Гвинеи (1:0), однако вместе со сборной занял последнее место в группе. Матч против Гвинеи также стал последним в истории Южного Йемена, поскольку вследствие объединения Йемена в 1990 году, сборная прекратила существование.
С тремя забитыми мячами Мохаммед стал лучшим из известных бомбардиров своей национальной сборной, однако авторы голов в некоторых более ранних матчах остаются неизвестными.